# 紫尾神社 (出水市)
紫尾神社（しびじんじゃ）は、鹿児島県出水市高尾野町唐笠木にある神社。旧くは「紫尾権現」と称し薩摩郡さつま町紫尾の同名神社とともに国史見在社の論社とされる旧県社。

## 祭神
瓊瓊杵尊、彦火火出見尊、鵜葺草葺不合尊の所謂「日向三代」を祀るが、俗に「湯谷権現」とも称されたように、往古は熊野権現と同体（同じ祭神）「伊弉冉尊、事解男命、速玉男命」であったとの説もある。

## 歴史
創建年代は不詳であるが、かつて紫尾山の山頂近くにあった最初の社祠の上宮が、たびたび暴風で倒壊し、また祭祀にも不便だったことから、当神社とさつま町紫尾の同名神社の２か所に里宮として分祀し「下宮」と呼んだといわれており、（但し、薩摩郡さつま町柏原の古紫尾神社を下宮とする場合は「中宮」と呼ばれる）ともに紫尾山を信仰の対象とする山岳信仰を背景に建立された神社であったと思われる。
『日本三代実録』の貞観8年（866年）4月7日に正六位上から従五位下へ昇叙された薩摩国「紫美神」に充てられるが、これを紫尾山の対麓に鎮座する薩摩郡さつま町紫尾の同名神社に充てる説もあり、さらにこの『日本三代実録』に貞観10年（868年）3月8日に正六位上から従五位下へ昇叙された薩摩国「紫美神」との同様の記載がある事からいずれかが衍とされるとの見方をされる事もあるが、この貞観8年4月7日に正六位上から従五位下へ昇叙された薩摩国「紫美神」は薩摩郡さつま町（旧鶴田町）紫尾の紫尾神社であり、貞観10年3月8日に正六位上から従五位下へ昇叙された薩摩国「紫美神」は出水市高尾野町唐笠木の紫尾神社の事である。
江戸時代には薩摩藩主島津氏から尊崇され、藩主から年々祭粢料として3斗5升が寄付された。
明治5年（1872年）県社に列した。

## 祭事
- 兵六踊り（ひょうろくおどり）（鹿児島県指定民俗文化財）

9月23日の秋祭りで奉納される。大石兵六という薩摩藩士の狐退治の話を舞踊化したもの。